# Майданчик, Борис Ионтелевич
Борис Ионтелевич (Ильич) Майданчик (англ. Boris Maydanchik; род. 1930) — советский экономист, доктор экономических наук, профессор Чикагского университета (США), иностранный член Российской академии инженерных наук.

## Биография
Родился 7 августа 1930 года.
В 1953 году с отличием окончил Московский государственный экономический институт (ныне Российский экономический университет имени Г. В. Плеханова). После окончания вуза работал в Риге, Москве, Свердловске. В 1956 году вернулся в Москву и стал работать инженером, затем старшим инженером во Всесоюзном проектно-технологическом институте транспортного машиностроения.
В 1963 году защитил кандидатскую диссертацию по теме «Оценка эффективности работы социалистических предприятий», а в 1973 году — докторскую диссертацию по проблемам сравнительного анализа. В 1976 году Майданчику было присвоено звание профессора.
До своего переезда в Москву заведовал кафедрой статистики и анализа хозяйственной деятельности в Свердловском институте народного хозяйства (ныне Уральский государственный экономический университет). Приступив в 1977 году к работе на кафедре анализа хозяйственной деятельности Московского финансового института (с 1980 года — заведующий кафедрой анализа хозяйственной деятельности), считал что необходимо прекратить в нем подготовку специалистов по бухгалтерскому учету и заменить ее подготовкой по механизированной обработке экономической информации. Свои соображения по изменению профиля подготовки специалистов и соответственно учебного плана профессор Б. И. Майданчик изложил в докладной записке ректору вуза, после чего ректорат не счел возможным доверять ему заведование кафедрой. Майданчик остался работать на этой же кафедре в качестве профессора.
В 1994 году Борис Майданчик уволился из МФИ в связи с переездом в США, где работал в Чикагском университете.
Работы профессора Б. И. Майданчика, посвященные разработке функционально-стоимостного анализа (ФСА), были удостоены бронзовой и золотой медалей ВДНХ СССР.
Учёный вел организационную работу по широкому внедрению этого высокоэффективного метода, создал базовый кабинет ФСА, руководил Всесоюзной комиссией по функционально-стоимостному анализу. Являясь одним из главных разработчиков ФСА, стал автором и соавтором таких фундаментальных рабоы, как первое в стране учебное пособие «Основы функционально-стоимостного анализа» (1980); монографии «Функционально-стоимостной анализ в отраслевом управлении эффективностью» (1983) и «ФСА издержек производства» (1984); «Справочник по функционально-стоимостному анализу» (1988). Участвовал в проведении ряда всесоюзных и международных совещаний, симпозиумов, конгрессов, семинаров по функционально-стоимостному анализу.
Всего профессор Майданчик — автор более 200 научных работ, в том числе 20 монографий, учебников и учебных пособий. Также вел большую работу по подготовке специалистов высшей квалификации — под его руководством защищены свыше двадцати кандидатских диссертаций.